# Hermann Kiehne
Martin Hermann Kiehne (* 10. April 1855 in Wernigerode; † 7. Dezember 1936 in Gießen) war ein deutscher Lycieallehrer und Schriftsteller.

## Leben und Wirken
Er war der Sohn des Kunstdrechslermeisters Carl Friedrich Kiehne. Nach dem Schulbesuch ließ er sich zum Lehrer ausbilden und war zunächst als Mittelschullehrer, zuletzt als Lyceallehrer tätig. 1903 wurde er Herausgeber des Jahrbuchs deutscher Lyrik und ab 1904 der Miniaturen deutscher Dichtung. Bekannt wurde er auch als Dramatiker. 

## Werke (Auswahl)
- Ildico. Trauerspiel. 1889.
- Das Fest zu Mainz. Festspiel. 1893.
- Fahrende Leut'. Dramatische Dichtung. 1895.
- Der Pfalzgraf. Histor. Drama. 1912.